# Fleur Meinders
Fleur Meinders (Beilen, 13 augustus 2001) is een Nederlands volleybalspeelster. Meinders kwam in Nederland uit voor Talentteam Papendal en VV Apollo 8. In het buitenland speelde ze voor de Duitse club Ladies in Black Aachen. Sinds 2024 komt Meinders uit voor het Belgische VDK Bank Gent.

## Carrière
Meinders begon haar volleybalcarrière in 2017 toen ze deel ging uitmaken van Talentteam Papendal. In hetzelfde jaar maakte ze onderdeel uit van jeugdselectie -16 van Nederland. Na drie jaar stapte ze over naar VV Apollo 8 uit Borne. Dit verkoos ze boven een opleidingstraject van de Nevobo. In haar eerste seizoen won Meinders met Apollo 8 de nationale beker. In 2022 wist ze met deze club de tweede plaats in de Eredivisie te behalen. Nadat seizoen werd Meinders gecontracteerd door de Duitse volleybalclub Ladies in Black Aachen. In de DVV Cup wist Meinders met de club uit Aken de halve finales te behalen. In de Bundesliga wist de club niet tot de play-offs door te dringen. In het seizoen 2023/24 verloor Meinders Ladies in Black Aachen in de kwartfinale tegen MTV Stuttgart. In de Bundesliga liep de club opnieuw de play-offs mis. In 2024 verliet Meinders Ladies in Black Aachen voor een nieuw avontuur bij VDK Bank Gent.

## Awards
Clubverband
- Nederlands runner-up 1×
- Nederlandse beker